# ダン・エイクロイド
ダニエル・エドワード・“ダン”・エイクロイド（Daniel Edward "Dan" Aykroyd[- éikrɔid], 1952年7月1日 - ）は、カナダ出身のコメディアン、俳優、脚本家、ミュージシャン。姓は「アイクロイド」との日本語表記もあり。

## 来歴

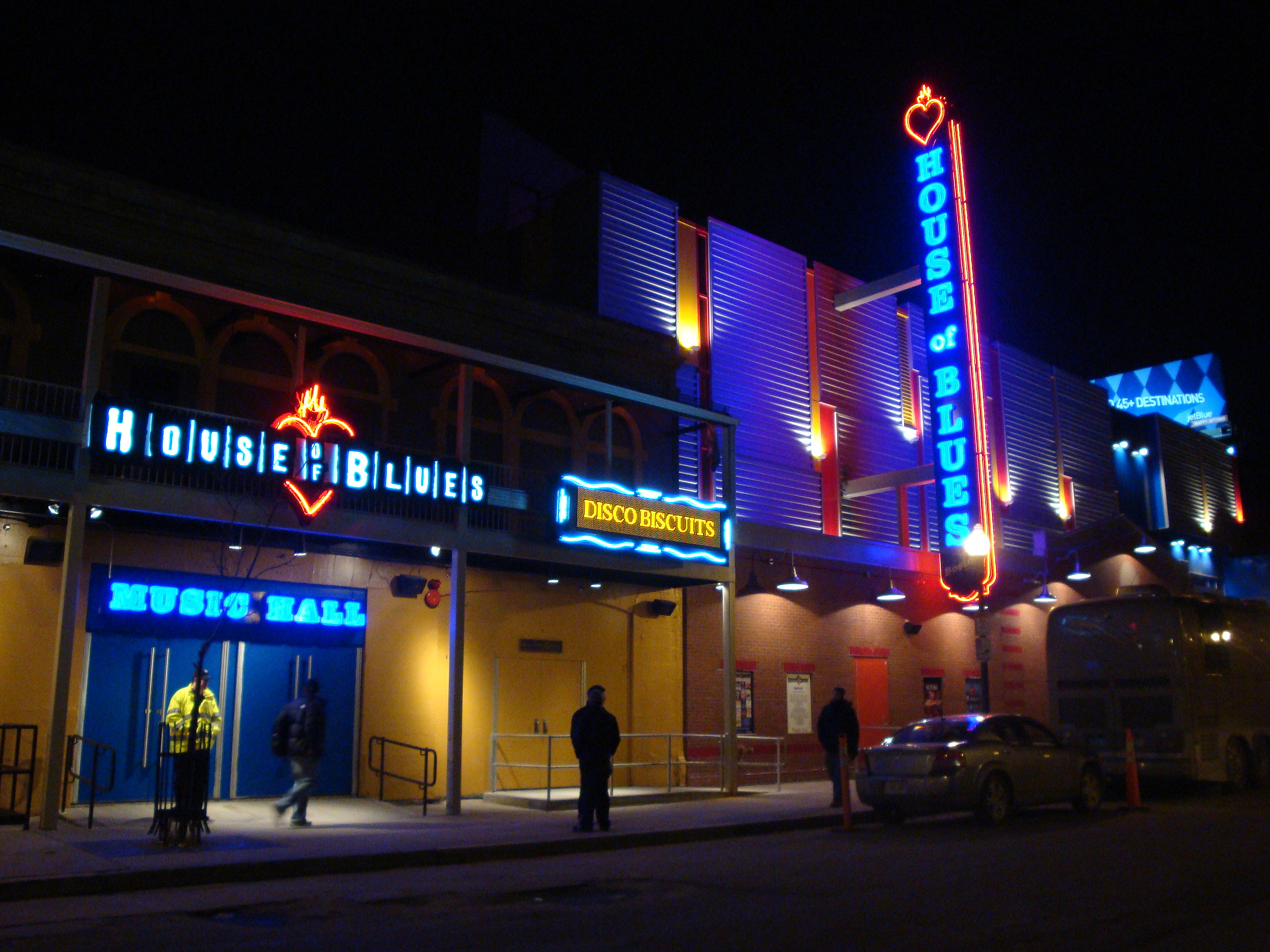
ハウス・オブ・ブルース ボストン店

カナダの首都オタワで、イギリス、スコットランド、アイルランド、フランス、オランダの血を引く土木技師の父、フランス系カナダ人の母のもとに生まれる。13歳のころから様々なアルバイトをしつつ、中学から高校時代にビートルズからジャズ、ブルースと音楽に夢中、いくつかのバンドに参加する。オタワで中学、高校に通い、カールトン大学に進学し社会学と犯罪学を学ぶが中退。
コメディ劇団「セカンド・シティ・ワークショップ」のトロント支部に在籍、同劇団のシカゴ本部に在籍していたジョン・ベルーシと知り合い、親友となる。1975年からNBCテレビの「サタデー・ナイト・ライブ」（SNL）にオリジナルメンバーとして参加し、『コーンヘッズ』などの名キャラや、スタートレックのドクター レナード・マッコイやジミー・カーター等の著名人の物まねで人気を博す。
ミュージシャンとしてベルーシと共に結成したブルース・ブラザーズでは、弟のエルウッド・ブルース役でバックボーカルとブルース・ハープを担当。SNLへの出演で人気に火が付き、カバーアルバムの大ヒット、映画『ブルース・ブラザース』（1980年）の公開へとつながる。このバンドは、ティーンエイジャーの頃からブルースやR&Bに傾倒し、バンド活動をしていた本人の構想を実現したものである。
1977年の『ダン・アイクロイドのひと目惚れ』で俳優として映画デビュー。ベルーシやエディ・マーフィ、チェビー・チェイスなどアクの強い人とコンビを組むことが多く、存在が地味だが、『ブルースブラザーズ』、『ゴーストバスターズ』、『スパイ・ライク・アス』などの名作コメディ映画の脚本を手懸ける才人としても知られる。
1982年に良き相棒であり親友であったベルーシを失った後はやや精彩を欠いたが、『ゴーストバスターズ』で主人公3人組の1人を演じ、コメディ俳優としての本来の持ち味を発揮。1985年にはUSAフォー・アフリカに参加し、ウィ・アー・ザ・ワールドのコーラスを担当。
コメディ以外の映画でも活躍し、1989年には『ドライビング Miss デイジー』でジェシカ・タンディの息子役を演じてアカデミー助演男優賞にノミネートされ、俳優としての新境地を拓いた。1991年の『マイ・ガール』ではヒロインの父親役を好演。また、ラジー賞にも数回ノミネートされ、2度の受賞歴がある。
実業家としてはニューヨークのハードロックカフェ、ライブレストランチェーン「ハウス・オブ・ブルース (House of Blues) 」、クリスタルヘッド・ウォッカ (Crystal Head Vodka) などの事業に共同経営者として出資して成功している。また、ベルーシの未亡人ジュディスと共にブルース・ブラザーズ関連のブランド管理会社を設立している。

## エピソード
- 右目は緑、左目は茶色という虹彩異色症。
- エイクロイドの作品には、彼の趣味や嗜好であるR&Bやバイク、自動車、警察が活かされているが、心霊やUFOなどの超自然現象にも非常に造詣が深く、それは『ゴーストバスターズ』に反映されている。
- 一時期、キャリー・フィッシャーと婚約していた[6][7]。
- 『Doctor Detroit』で競演したドナ・ディクソンと1983年に結婚、娘が3人いる。
- 1981年に『ブルース・ブラザース』のプロモーションでベルーシと共に来日も果たした。その際には、ベルーシと共に吉祥寺のライブハウスも訪れている[8]。1990年代半ばにフジテレビのマスコット・キャラクターとして登場し、「またお会いしましたね」のフレーズで日本のテレビCMにも出演した。

## フィルモグラフィ

### 映画
日本語吹替は主に玄田哲章がつとめている。
| 公開年 | 邦題 原題                                                                | 役名                                               | 備考                    | 吹き替え                                                                                            |
| ------ | ------------------------------------------------------------------------ | -------------------------------------------------- | ----------------------- | --------------------------------------------------------------------------------------------------- |
| 1977   | ダン・アイクロイドのひと目惚れ Love at First Sight                       | ロイ                                               |                         | |
| 1978   | モンティ・パイソンの ザ・ラットルズ The Rutles: All You Need Is Cash     | ブライアン                                         | テレビ映画              | 玄田哲章（東京12チャンネル版）                                                                      |
| 1979   | 1941                                                                     | フランク・トゥリー軍曹                             |                         | 内海賢二（TBS版） 横島亘（ソフト版）                                                                |
| 1980   | ブルース・ブラザース The Blues Brothers                                  | エルウッド・ブルース                               | 兼脚本                  | 小野ヤスシ（フジテレビ旧録版版） ブラザー・コーン（フジテレビ新録版） 青山穣（BD版）                |
| 1981   | ネイバーズ Neighbors                                                     | ヴィク                                             |                         | 広川太一郎                                                                                          |
| 1983   | ダン・アイクロイドのDr.デトロイトを探せ! Doctor Detroit                  | クリフォード / Dr.デトロイト                       |                         | |
| 1983   | トワイライトゾーン/超次元の体験 Twilight Zone: The Movie                 | 乗客 / 救急車のドライバー                          |                         | 大塚芳忠                                                                                            |
| 1983   | 大逆転 Trading Places                                                    | ルイス・ウィンソープ3世                            |                         | 広川太一郎（日本テレビ版） 安原義人（フジテレビ版） 牛山茂（テレビ朝日版） 古川登志夫（機内上映版） |
| 1984   | インディ・ジョーンズ/魔宮の伝説 Indiana Jones and the Temple of Doom     | ウェバー                                           | カメオ出演              | 加藤正之（日本テレビ版） 大塚明夫（ソフト版1） 古田信幸（テレビ朝日版） 志村知幸（ソフト版2）       |
| 1984   | ゴーストバスターズ Ghostbusters                                          | レイモンド・スタンツ博士                           | 兼脚本                  | 堀勝之祐（フジテレビ版） 広川太一郎（テレビ朝日版） 玄田哲章（ソフト版）                            |
| 1985   | 眠れぬ夜のために Into the Night                                          | ハーブ                                             |                         | 大川透                                                                                              |
| 1985   | スパイ・ライク・アス Spies Like Us                                       | オースティン                                       | 兼脚本                  | 橋本功                                                                                              |
| 1987   | ドラグネット 正義一直線 Dragnet                                          | ジョー・フライアデイ                               | 兼脚本                  | 広川太一郎（テレビ朝日版） 銀河万丈（機内上映版）                                                   |
| 1988   | カウチ・トリップ The Couch Trip                                          | ジョン・W・バーンズ・ジュアニ                      |                         | |
| 1988   | 結婚の条件 She's Having a Baby                                           | ローマン・クレイグ                                 | クレジットなし          | |
| 1988   | 大混乱 The Great Outdoors                                                | ローマン・クレイグ                                 |                         | 田中信夫                                                                                            |
| 1988   | ボールズ・ボールズ2/成金ゴルフマッチ Caddyshack II                       | トム・エヴェレット                                 |                         | |
| 1988   | 花嫁はエイリアン My Stepmother Is an Alien                               | スティーヴン・ミルズ                               |                         | 玄田哲章（日本テレビ版）                                                                            |
| 1989   | ゴーストバスターズ2 Ghostbusters II                                      | レイモンド・スタンツ博士                           | 兼脚本                  | 玄田哲章（ソフト版） 村山明（フジテレビ版） 安原義人（テレビ朝日版） 堀勝之祐（機内上映版）         |
| 1989   | ドライビング Miss デイジー Driving Miss Daisy                            | ブーリー・ワサン                                   |                         | 菅生隆之（VHS版） 津嘉山正種（NHK版） 不明（機内上映版1） 玄田哲章（機内上映版2）                   |
| 1990   | キャノンズ Loose Cannons                                                 | エリス・フィールディング                           |                         | 江原正士                                                                                            |
| 1990   | ハーレーダビッドソン&クレイジーライダー Masters of Menace                | ジョニー・ルイス                                   |                         | |
| 1991   | 絶叫屋敷へいらっしゃい Nothing But Trouble                               | アルヴィン“J・P” ヴァルケンハイザー判事 / ボーボー | 兼監督・脚本            | 内海賢二                                                                                            |
| 1991   | マイ・ガール My Girl                                                     | ハリー・サルテンファス                             |                         | 青野武（ソフト版） 玄田哲章（テレビ朝日版） 江原正士（機内上映版）                                  |
| 1992   | ディス・イズ・マイ・ライフ This Is My Life                               | アーノルド・モス                                   |                         | 納谷六朗                                                                                            |
| 1992   | スニーカーズ Sneakers                                                    | マザー                                             |                         | 安西正弘（ソフト版） 玄田哲章（日本テレビ版）                                                       |
| 1992   | チャーリー Chaplin                                                       | マック・セネット                                   |                         | 玄田哲章                                                                                            |
| 1993   | コーンヘッズ Coneheads                                                   | ベルダー（ドナルド・R・デ・チコ）                  | 兼脚本                  | 池田勝                                                                                              |
| 1994   | マイ・ガール2 My Girl 2                                                  | ハリー・サルテンファス                             |                         | 青野武（VHS版） 玄田哲章（テレビ朝日版）                                                            |
| 1994   | ノース 小さな旅人 North                                                  | パ・テックス                                       |                         | 有本欽隆                                                                                            |
| 1995   | トミーボーイ Tommy Boy                                                   | ザリンスキー                                       |                         | 池田勝                                                                                              |
| 1995   | キャスパー Casper                                                        | レイモンド・スタンツ博士                           | カメオ出演              | 梅津秀行（DVD・BD版） 大川透（VHS版） 不明（日本テレビ版）                                          |
| 1995   | ジョン・キャンディの大進撃 Canadian Bacon                                | オンタリオ州の警官                                 | カメオ出演              | 大滝進矢                                                                                            |
| 1995   | レインボー Rainbow                                                       | ワイアット・ハンプトン                             |                         | 石井隆夫                                                                                            |
| 1996   | スティーブ・マーティンのSGT.ビルコ/史上最狂のギャンブル大作戦 Sgt. Bilko | ジョン・T・ホール大佐                              |                         | 玄田哲章                                                                                            |
| 1996   | あやしい奴ら Getting Away with Murder                                    | ジャック・ランバート                               |                         | 玄田哲章                                                                                            |
| 1996   | ダンク・ブラザース/脱線ファンにご用心 Celtic Pride                       | ジミー                                             |                         | 玄田哲章                                                                                            |
| 1996   | フィーリング・ミネソタ Feeling Minnesota                                 | ベン                                               |                         | 稲葉実                                                                                              |
| 1996   | 元大統領危機一発/プレジデント・クライシス My Fellow Americans            | ウィリアム・ヘイニー大統領                         |                         | 屋良有作                                                                                            |
| 1997   | アロー The Arrow                                                         | クロフォード・ゴードン                             | テレビ映画              | 小川真司                                                                                            |
| 1997   | ポイント・ブランク Grosse Pointe Blank                                   | グローサー                                         |                         | 玄田哲章                                                                                            |
| 1998   | ブルース・ブラザース2000 Blues Brothers 2000                             | エルウッド・ブルース                               | 兼製作・脚本            | 玄田哲章                                                                                            |
| 1998   | アンツ Antz                                                              | チップ                                             | 声の出演                | 島香裕                                                                                              |
| 1998   | スーザンズ・プラン 殺せないダーリン SUSAN'S PLAN                         | ボブ                                               |                         | 仲野裕                                                                                              |
| 2000   | しあわせの選択 Stardom                                                   | バリー・レヴィン                                   |                         | |
| 2000   | 恋は負けない Loser                                                       | ポールの父                                         |                         | 玄田哲章                                                                                            |
| 2001   | パール・ハーバー Pearl Harbor                                            | サーマン                                           |                         | 菅生隆之（ソフト版） 佐々木梅治（テレビ朝日版）                                                     |
| 2001   | エボリューション Evolution                                               | ルイス州知事                                       |                         | 玄田哲章（ソフト版） 菅生隆之（日本テレビ版）                                                       |
| 2001   | スコルピオンの恋まじない The Curse of the Jade Scorpion                  | クリス・マグルーダー                               |                         | 屋良有作                                                                                            |
| 2001   | クモ男の復讐 Earth vs. the Spider                                        | ジャック・グリロ                                   | テレビ映画              | |
| 2001   | The Frank Truth                                                          | -                                                  | ドキュメンタリー        | N/A                                                                                                 |
| 2002   | ノット・ア・ガール Crossroads                                            | ピート・ワグナー                                   |                         | 小山武宏（ソフト版） TBA（機内上映版）                                                              |
| 2002   | 夢見る頃を過ぎても Unconditional Love                                    | マックス                                           |                         | 土師孝也                                                                                            |
| 2004   | 50回目のファースト・キス 50 First Dates                                  | キーツ博士                                         |                         | 佐々木梅治                                                                                          |
| 2004   | クランク家のちょっと素敵なクリスマス Christmas with the Kranks           | ヴィク                                             |                         | 稲葉実                                                                                              |
| 2007   | チャックとラリー おかしな偽装結婚!? I Now Pronounce You Chuck & Larry    | タッカー署長                                       |                         | 江原正士                                                                                            |
| 2008   | エージェント・オブ・ウォー War, Inc.                                     | 副大統領                                           |                         | 広田みのる                                                                                          |
| 2010   | ヨギ&ブーブー わんぱく大作戦 Yogi Bear                                   | ヨギ                                               | 声の出演                | 茶風林                                                                                              |
| 2012   | 俺たちスーパー・ポリティシャン めざせ下院議員! The Campaign              | ウェイド・モッチ                                   |                         | （吹き替え版なし）                                                                                  |
| 2013   | 恋するリベラーチェ Behind the Candelabra                                 | シーモア・ヘラー                                   |                         | （吹き替え版なし）                                                                                  |
| 2014   | オズ めざせ! エメラルドの国へ Legends of Oz: Dorothy's Return            | かかし                                             | 声の出演                | 三木眞一郎                                                                                          |
| 2014   | タミー/Tammy Tammy                                                       | ドン                                               | 日本劇場未公開          | （吹き替え版なし）                                                                                  |
| 2014   | ジェームス・ブラウン 最高の魂を持つ男 Get on Up                          | ベン・バート                                       |                         | 玄田哲章                                                                                            |
| 2015   | ピクセル Pixels                                                          | 司会者                                             |                         | 玄田哲章                                                                                            |
| 2016   | ゴーストバスターズ Ghostbusters                                          | タクシードライバー                                 | カメオ出演 兼製作総指揮 | 玄田哲章                                                                                            |
| 2019   | ゾンビランド:ダブルタップ Zombieland: Double Tap                         | 本人役                                             |                         | |
| 2021   | ゴーストバスターズ/アフターライフ Ghostbusters: Afterlife                | レイモンド・スタンツ博士                           | 兼製作総指揮            | 玄田哲章                                                                                            |
| 2023   | Zombie Town                                                              | レン・カーヴァー                                   |                         | N/A                                                                                                 |
| 2024   | ゴーストバスターズ/フローズン・サマー Ghostbusters: Frozen Empire        | レイモンド・スタンツ博士                           | 兼製作総指揮            | 玄田哲章                                                                                            |

### テレビ
| 放映年    | 邦題 原題                                                          | 役名                   | 備考                                          | 吹き替え |
| --------- | ------------------------------------------------------------------ | ---------------------- | --------------------------------------------- | -------- |
| 1991      | ハリウッド・ナイトメア Tales from the Crypt                        |                        | ロバート・ゼメキス監督の一編                  |          |
| 1996-2000 | PSI FACTOR 超常現象特捜隊 Psi Factor: Chronicles of the Paranormal | 本人（ホスト）         | 計88話出演                                    |          |
| 1997-1998 | Soul Man                                                           | マイク・ウェバー       | 計25話出演                                    | N/A      |
| 2011      | ディフェンダーズ 闘う弁護士 The Defenders                          | マックス・ハンター判事 | 計2話出演                                     |          |
| 2017-2023 | ワーキングママ Workin' Moms                                        | ケイトの父             | 計4話出演                                     |          |
| 2021      | ザ・シンプソンズ The Simpsons                                      | Postage Stamp Fellow   | 声の出演 第32シーズン第11話「ある父親の物語」 |          |

## 関連文献
- Dan Aykroyd: 'Soul Man' Post-Mortem interview on TVDads.com
- Dan Aykroyd, Still Full of the 'Blues' - interview on NPR's Fresh Air with Terry Gross - originally aired Nov. 22, 2004
- Dan Aykroyd Interview